# El pueblo de Kværnerbyen
Kværnerbyen es una nueva área de residencia en el distrito de Oslo Antiguo en desarrollo en el viejo campo de Kværner Brugs al este en Lodalen en Oslo. 

## La historia
Kværnerbyen es uno de los proyectos de vivienda más grandes del país y su planificación ha estado en curso durante varios años. En el plan municipal de 2004, Kværnerbyen fue designado como una de las nueve áreas principales para el desarrollo de viviendas en la capital. Originalmente, el proyecto se planeó para llamarse "Quærnerbyen". También se consideró "Kvernerbyen". Después de una votación en el consejo de distrito, se llegó a la forma actual: "Kværnerbyen".
La parte de Lodalen que alberga el proyecto de viviendas de OBOS está limitada por la línea de Gjøvikbanen al norte, la carretera Enebakkveien al este, la calle Konows al sur y los puentes de Lodals al oeste. El área donde se está construyendo Kværnerbyen se conoce popularmente como Kværnerdumpa.
Se planea que Kværnerbyen contenga de 1,600 a 1,800 viviendas, una guardería (en funcionamiento desde enero de 2008), oficinas, restaurantes y tiendas. Paralelamente a la construcción de viviendas y locales comerciales, se está desarrollando nueva infraestructura en la zona. En el Parque Lodals, inaugurado en 2009, hay un espejo de agua y un canal que serpentea desde Turbinveien hasta Smeltedigelen a través de las partes centrales del área.
En otoño de 2007, los primeros residentes se mudaron a las cooperativas Turbinen 1 y Turbinen 2 en Kværnerbyen. En 2008, OBOS decidió comenzar la construcción de la fase 2 del área residencial.
Después de la finalización de Kværnertoppen y Kværnerdammen en 2019/2020, hay 1,626 viviendas en Kværnerbyen.

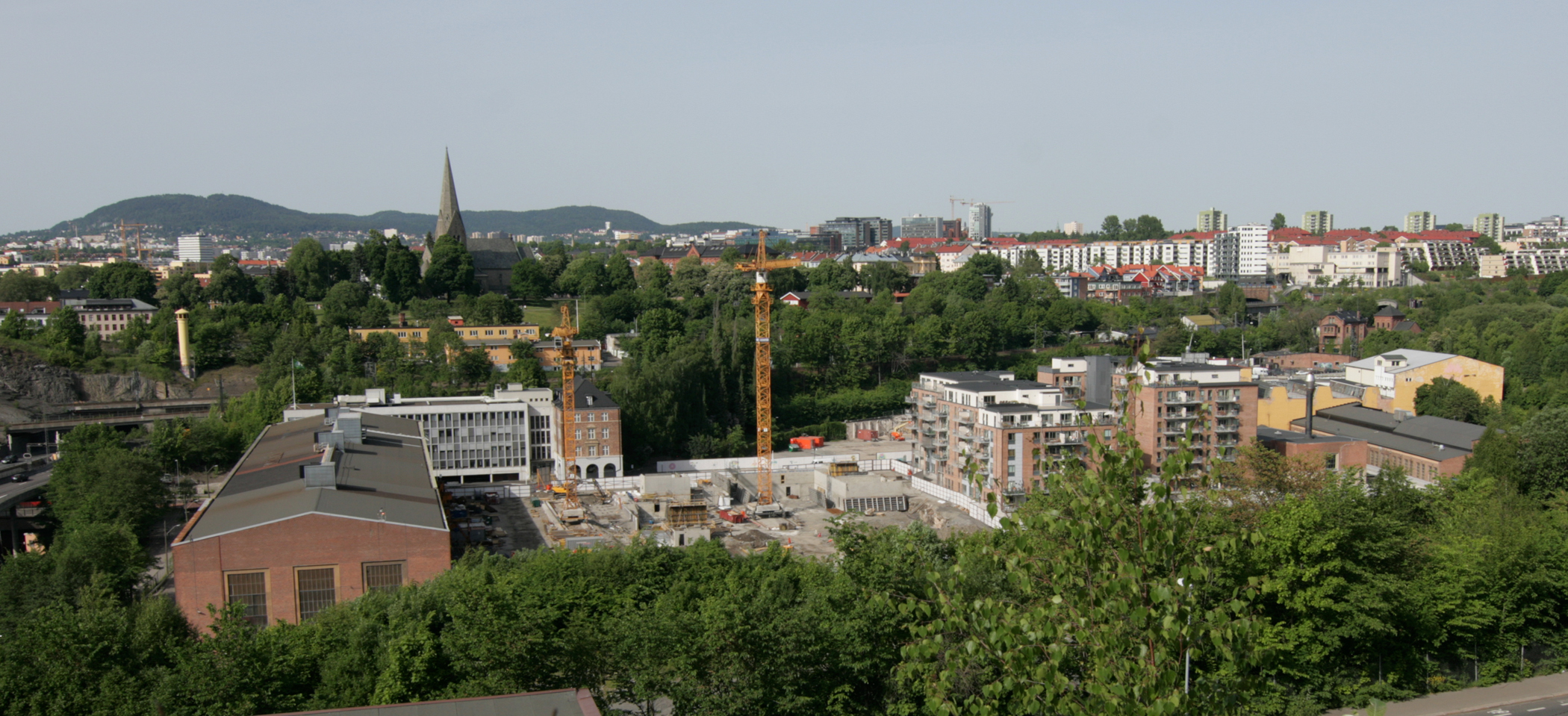
Kværnerbyen bajo construcción, verano 2008

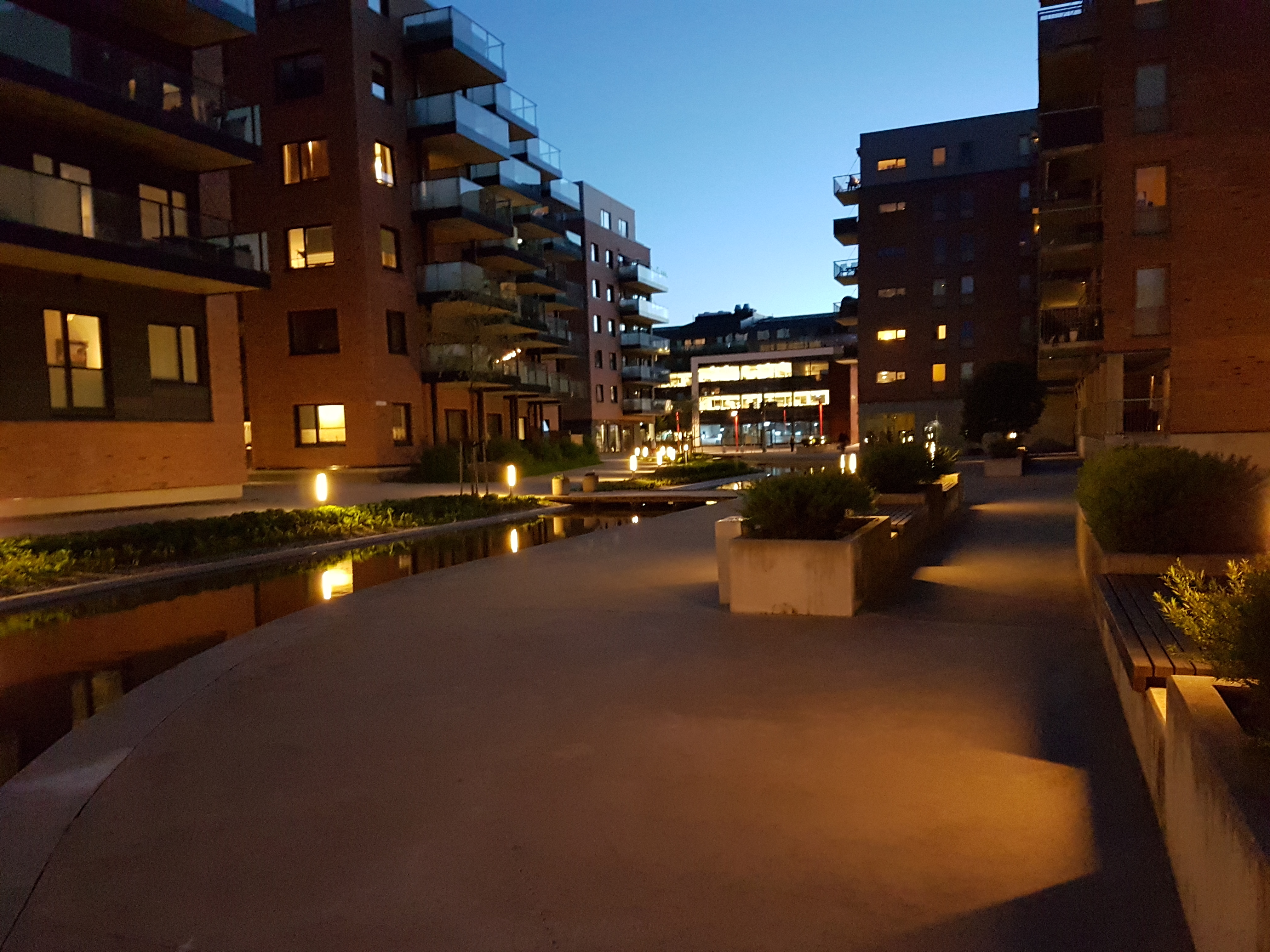
El espejo de agua en Kværnerbyen, junio de 2017

- Diciembre 2005: el plan de regulación fue adoptado por el gobierno de la ciudad
- Enero 2006: Se inició el trabajo de la ribera
- Mayo 2006: Las obras de la ribera fueron completadas.
- Mayo y junio de 2006: se inició la venta de apartamentos en Turbinen
- Otoño 2006: se inició la construcción de la redonda y el acceso
- noviembre 2006: se inició la construcción de la Turbina
- Junio a septiembre de 2007: las viviendas en la rodilla de molinos fueron puestas a la venta
- Septiembre 2007: Los nombres de las vías fueron determinados
- Octubre 2007: Una redonda con acceso a la ciudad de Kværnerby se terminó de construir
- Septiembre 2007: Se abrió el espejo de agua
- diciembre 2007: la mudanza de las primeras viviendas de Turbinen
- Enero 2008:Se abrió el jardín de niños de la ciudad de Kværner
- Febrero 2008: la construcción de la rodilla de molino fue iniciada.
- Marzo 2008: Las viviendas en Turbinen fueron terminadas.
- Agosto 2008: se abrió la tienda cercana en Kværnerbyen
- diciembre 2009: Las viviendas de la rodilla de molino fueron terminadas.
- Agosto 2010: el centro de visualización se trasladó a Smeltedigelen 2
- Septiembre 2010: Comenzó la venta de viviendas en el Dreieskiva-quarter. El plan de finalización fue estimado a partir de 2. el trimestre de 2013.
- Abril 2011: se inició la construcción del Dreieskiva-quarter
- 2011: Se comenzó la plaza de la ciudad de Kværner, el Smeltedigel. La primera etapa fue terminada en 1. julio de 2011.
- 6. marzo 2012: Comenzó la venta de viviendas en el Peltonkvartalet. El plan de finalización fue estimado a partir de 2. el cuarto trimestre de 2014.
- 30. octubre 2012: Comenzó la venta de viviendas en el cuarto Francés. El plan de finalización fue estimado a partir de 4. Cuarto de 2014
- Septiembre 2013: Kiwi tienda de comestibles abierto en el Dreieskiva-cuartel
- Octubre 2013: Se abre el Hairdo Frisørsalong ubicado en el Dreieskivakvartalet.
- Agosto 2014: Su farmacia se abrió
- febrero 2014: Kværnerbyen terrasse Comenzó la construcción de viviendas que deben estar listas desde junio de 2016
- Febrero 2015: Kværnerlia comienza la construcción de viviendas que se mantendrán listas desde febrero de 2017
- mayo 2016: Se inició la venta de Kværnertoppen. 211 apartamentos están programados para su finalización primer trimestre de 2019
- Junio 2016: Nuevos habitantes de Kværnerbyen se mudan a la terraza de Kværnersbyen
- 24 de noviembre de 2016 comienza la venta de Kværnerdamm
- En abril de 2019 se terminó la construcción de la presa de Kværnerdamm. El Borettslag consta de 7 townhouse y 89 apartamentos.
- Agosto 2020 La construcción de la oficina Oslo K se completa.
- Enero 2022 El periódico AO informa que la Panadería Abierta abrirá en Kværnerbyen.
- 6 de agosto de 2022 Hairdo frisørsalong se mueve desde el Dreieskivakvartalet a mayores locales en el Smeltedigel.
- El 18 de agosto de 2022 se inauguró la Panadería Abierta en Kværnerbyen.
- 27 de septiembre de 2023 la municipalidad de Oslo acepta la construcción de 162 viviendas en Enebakkveien 69 y la apertura de la Alnaelva hacia abajo al agua del espejo de Kværnerbyen.

Hoy en día, la línea de autobús 54 con Kværnerbyen y la estación de Kjelsås sirve como terminación. El pueblo de Kværner fue colocado como estación de terminación en lugar de Tjuvholmen el 16.04.23. En el período 2008 a 16.04.23 condujo la línea de autobús 32 entre Kværnerbyen y el bosque de Voksen. La comisaría de la ciudad de Oslo ha presentado y adoptado propuestas sobre la Estación de ferrocarril de Kværner. La estación más relevante es la Loenga-Alnabrulinjen o la Gjøvikbanen. La estación tendrá un gran y creciente público para Kværnerbyen, más pequeños Vålerenga, Etterstad y el nuevo Jøtulbyen.